# Tyrma (Ort)
Tyrma (russisch Тырма) ist eine Siedlung in der Region Chabarowsk (Russland) mit 1498 Einwohnern (Stand 1. Oktober 2021).

## Geographie
Der Ort liegt etwa 270 km Luftlinie nordwestlich des Regionsverwaltungszentrums Chabarowsk im Bergland südwestlich des Burejagebirges. Er befindet sich links des Flusses Sutyr wenig oberhalb seiner Einmündung in den linken Bureja-Nebenfluss Tyrma.
Tyrma gehört zum Rajon Werchnebureinski und ist von dessen Verwaltungssitz Tschegdomyn knapp 140 km in südsüdwestlicher Richtung entfernt. Es ist Sitz der Stadtgemeinde Tyrminskoje gorodskoje posselenije, zu der neben der Siedlung Tyrma noch die Stationssiedlungen Echilkan, Simowje, Talandscha und Tarakelok sowie Kasarma 142 km gehören.

## Geschichte
Der Ort wurde um 1940 im Zusammenhang mit dem Bau der Eisenbahnstrecke Iswestkowaja – Tschegdomyn gegründet und wurde nach dem Fluss benannt. Von 1949 bis 2012 besaß Tyrma den Status einer Siedlung städtischen Typs; seither ist es ländliche Siedlung (possjolok).

### Bevölkerungsentwicklung
| Jahr | Einwohner |
| ---- | --------- |
| 1959 | 4601      |
| 1970 | 6371      |
| 1979 | 6595      |
| 1989 | 5565      |
| 2002 | 2519      |
| 2010 | 1933      |
| 2021 | 1498      |

Anmerkung: Volkszählungsdaten

## Verkehr
Tyrma liegt bei Streckenkilometer 169 der Eisenbahnstrecke von Iswestkowy (Statiun Iswestkowaja) an der Transsibirischen Eisenbahn über Nowy Urgal an der Baikal-Amur-Magistrale (BAM) nach Tschegdomyn.
Ein ganzjährig befahrbarer, befestigter Anschluss an das russische Straßennetz besteht nicht.